# Zwei Engel für Amor
Zwei Engel für Amor ist eine deutsche Vorabendserie, die 2006 auf Das Erste ausgestrahlt wurde.

## Inhalt
Die Thekerin Kim wird von Liebesgott Amor beauftragt, Paare zusammenzubringen oder Beziehungen zu kitten, also als Liebesbotin zu fungieren. Im Gegenzug will Amor ihre große Liebe Andi zu ihr zurückholen. An Kims Seite agiert der Schauspieler Max, dem versprochen wird, für seine Dienste alle Frauen dieser Welt zu bekommen.

## Hintergrund
Die Serie war der Nachfolger der Serie Berlin, Berlin, konnte aber nicht an deren Erfolg heranreichen.
Als Drehort des Café Engels dient das Café Avril in der Graefestraße in Berlin-Kreuzberg.
Die Serie wurde 2007 für den Grimme-Preis Fiktion nominiert.

## Ausstrahlung und Einschaltquoten
Bereits die erste Folge, welche am 14. November 2006 ausgestrahlt wurde, konnte nur wenige Zuschauer locken. Sie wurde von insgesamt 1,6 Millionen Zuschauer bei einem Marktanteil von 6,4 Prozent verfolgt. In der werberelevanten Zielgruppe waren es 500.000 Zuschauer bei 5,7 Prozent Marktanteil.